# Levantocaris
Levantocaris is een geslacht van kreeftachtigen uit de klasse van de Malacostraca (hogere kreeftachtigen).

## Soort
- Levantocaris hornungae Galil & Clark, 1993